# Bíró Szabolcs (labdarúgó)
Bíró Szabolcs (Miskolc, 1969. február 12. –) magyar labdarúgó. Korábban a Nyíregyházi FC csapatában mutatkozott be a Nemzeti Bajnokságban. Több elsőosztályú csapatban is megfordult. Magyar bajnok lett az Újpest FC-vel az 1997/1998-as szezonban és másodosztályt is nyert méghozzá az MTK Budapest FC együttesével 1994/1995-ben. Edzőként bajnokságot nyert NB 2-ben a 2014/2015-ös szezonban a Vasas SC-vel és NB 3-ban a Budafoki MTE csapatával a 2016/2017-es szezonban.

## Külső hivatkozások
- Profil